# Ameletus cooki
Ameletus cooki är en dagsländeart som beskrevs av Mcdunnough 1929. Ameletus cooki ingår i släktet Ameletus och familjen Ameletidae. Inga underarter finns listade i Catalogue of Life.